# سقاية ابي بكر خواجة
سقاية أبي بكر خواجة
هي من سقايات بغداد في عهد الدولة العثمانية والتي كانت توفر ماء الشرب لعامة الناس، وكان مؤسسها أبي بكر خواجة من أعيان بغداد، كما ذكر ذلك المؤرخ التركي أوليا جلبي خلال رحلته التي مر فيها ببغداد وشاهد هذه السقاية ودونها في مذكرات رحلته.